# Попо III фон Тримберг
Попо III фон Тримберг (на немски: Poppo von Trimberg; † пр. 3 май 1271, Рим) е епископ на Вюрцбург (1267 – 1271).

## Биография
Той е син на Конрад I фон Тримберг († сл. 1230) и съпругата му Мехтилд фон Грумбах, дъщеря на Алберт I фон Ротенфелс-Грумбах, фогт фон Китцинген († 1190) и съпругата му фон Лобдебург. Брат е на Хайнрих фон Тримберг.
През 1267 г. Попо III фон Тримберг е избран от катедралния капител за епископ на Вюрцбург. Една част обаче избира Бертхолд I фон Хенеберг. Двамата се оплакват при архиепископа на Майнц Вернер фон Епщайн. Папа Климент IV признава Попо III фон Тримберг за легитимен епископ. Двамата епископи се съдят, но папата умира през 1268 г. Преди решението на съда Попо III фон Тримберг умира пр. 3 май 1271 г. в Рим.